# Kergrist
Kergrist is een gemeente in het Franse departement Morbihan (regio Bretagne) en telt 655 inwoners (2005). De plaats maakt deel uit van het arrondissement Pontivy.

## Geografie
De oppervlakte van Kergrist bedraagt 30,3 km², de bevolkingsdichtheid is 21,6 inwoners per km².
De onderstaande kaart toont de ligging van Kergrist met de belangrijkste infrastructuur en aangrenzende gemeenten.

## Demografie
Onderstaande figuur toont het verloop van het inwonertal (bron: INSEE-tellingen).

1. ↑  Populations de référence 2022.